# Alexander Novotny
Alexander Novotny (* 17. Januar 1906 in Pula; † 4. Februar 1986 in Wien) war ein österreichischer Historiker.

## Leben
Von 1959 bis 1976 war Novotny Universitätsprofessor in Graz, von 1968 bis 1974 war er Präsident des Instituts für Österreichkunde. Er beschäftigte sich besonders mit der Neueren Geschichte Mitteleuropas. Er wurde am Wiener Zentralfriedhof bestattet.

## Schriften (Auswahl)
- Staatskanzler Kaunitz als geistige Persönlichkeit. Ein österreichisches Kulturbild aus der Zeit der Aufklärung und des Josephinismus. Wien 1947, OCLC 475104208.
- 1848. Österreichs Ringen um Freiheit und Völkerfrieden vor 100 Jahren. Graz 1948, OCLC 72313018.
- Quellen und Studien zur Geschichte des Berliner Kongresses 1878. Band 1: Österreich, die Türkei und das Balkanproblem im Jahre des Berliner Kongresses. Graz 1957, OCLC 310653770.
- Franz Joseph I. An der Wende vom Alten zum neuen Europa. Göttingen 1968, OCLC 906125021.